# Brassac (Ariège)
Pour les articles homonymes, voir Brassac.
Brassac est une commune française située dans le département de l'Ariège, en région Occitanie.
Localisée dans le centre du département, la commune  fait partie, sur le plan historique et culturel, du pays de Foix, composé de la partie centrale du Plantaurel, du massif de l'Arize et d'un tronçon de la vallée de l'Ariège avec ses quelques affluents, mais qui n'est plus que l'ombre du prestigieux comté qui s'étendit jusqu'à l'Espagne et même au-delà. Exposée à un climat de montagne, elle est drainée par l'Arget, le ruisseau de Baillés, le ruisseau de Roques et par divers autres petits cours d'eau. Incluse dans le parc naturel régional des Pyrénées ariégeoises, la commune possède un patrimoine naturel remarquable composé de quatre zones naturelles d'intérêt écologique, faunistique et floristique.
Brassac est une commune rurale qui compte 621 habitants en 2022, après avoir connu un pic de population de 1 586 habitants en 1846. Elle fait partie de l'aire d'attraction de Foix. Ses habitants sont appelés les Brassacois ou Brassacoises.

## Géographie

### Localisation
La commune de Brassac se trouve dans le département de l'Ariège, en région Occitanie.
Sur le plan historique et culturel, Brassac fait partie du pays de Foix, composé de la partie centrale du Plantaurel, du massif de l'Arize et d'un tronçon de la vallée de l'Ariège avec ses quelques affluents, mais qui n'est plus que l'ombre du prestigieux comté qui s'étendit jusqu'à l'Espagne et même au-delà.
Dans la dépression de la Barguillère, elle se situe à 6 km à vol d'oiseau de Foix, préfecture du département, et à 13 km de Varilhes, bureau centralisateur du canton du Val d'Ariège dont dépend la commune depuis 2015 pour les élections départementales.
La commune fait en outre partie du bassin de vie de Foix.
Les communes les plus proches sont : 
Bénac (1,1 km), Ganac (2,1 km), Saint-Pierre-de-Rivière (2,5 km), Serres-sur-Arget (3,0 km), Cos (4,4 km), Burret (4,8 km), Saint-Martin-de-Caralp (5,0 km), Foix (6,1 km).

### Communes limitrophes
Les communes limitrophes sont Bénac, Le Bosc, Burret, Ganac, Saint-Pierre-de-Rivière, Saurat et Serres-sur-Arget.
| Serres-sur-Arget | Bénac   | Saint-Pierre-de-Rivière |
| Burret           | Brassac | Ganac                   |
| Le Bosc          | Saurat  |                         |

### Superficie
La superficie cadastrale de la commune publiée par l’Insee, qui sert de références dans toutes les statistiques, est de 24,33 km2,. 
La superficie géographique, issue de la BD Topo, composante du Référentiel à grande échelle produit par l'IGN, est quant à elle de 24,55 km2.

### Géologie et relief
La commune est située dans les Pyrénées, une chaîne montagneuse jeune, érigée durant l'ère tertiaire (il y a 40 millions d'années environ), en même temps que les Alpes. Les terrains affleurants sur le territoire communal sont constitués de roches sédimentaires, métamorphiques ou plutoniques datant pour certaines du Paléozoïque, une ère géologique qui s'étend de −541 à −252,2 Ma (millions d'années), et pour d'autres du Protérozoïque, le dernier éon du Précambrien sur l’échelle des temps géologiques. La structure détaillée des couches affleurantes est décrite dans la feuille « n°1075 - Foix » de la carte géologique harmonisée au 1/50 000ème du département de l'Ariège, et sa notice associée.
Son relief est particulièrement découpé puisque la dénivelée maximale atteint 1 269 mètres. L'altitude du territoire varie entre 447 m et 1 716 m.
Le point culminant de la commune de Brassac et du massif de l'Arize se situe au Rocher de Batail, à 1 716 mètres d'altitude.
Éléments du patrimoine montagnard de Brassac dans la rubrique « Montagne » ci-dessous.
Le Picou, culminant à 1 602 mètres, est également un sommet notable, le plus « célèbre » de la commune voire de la vallée, et il est la destination de nombreuses randonnées sur le massif de l'Arize. De plus, le Picou peut être admiré et reconnu de tous ses angles depuis pratiquement tout le territoire de la Barguillière, par sa forme caractéristique et ses couleurs changeantes au gré des saisons.
D'après des calculs de l'IGN publiés en 2016, le centre géographique du département de l'Ariège est situé dans la commune, à proximité du Calmil.

#### Sommets
- Roc Croisé de Pont-d’Arnas
- Roc Croisé de Jean de Laillé
- Roc Croisé du Cap de la Bazerque (ou du Cap de Sourrou) (1 133 m)
- Roc Croisé du Sommet du Picou dit « Le Picou » (1 602 m)
- Roc Croisé du Cap de la Coume (ou des Coumels) du Picou
- Rocher de Mouché dit « Roc Mouché » (1 704 m)
- Rocher de Boulbonne (1 688 m)
- Rocher de Batail (1 716 m)
- Rocher de Fontanet (1 681 m)
- Rocher du Sarrat de la Pélade (1 701 m)
- Rocher des Gours ou des Gouzes (1 595 m)
- Roc Croisé de la Pujole

#### Cols
- Col de Légrillou (938 m) : accès par la D 111 depuis Brassac > Razent > Cazals > Malpassadou > le Maire (Péralbe) > Plajouly > le Planol > Légrillou.
- Col du Calmil (1 109 m) : Accès par la route forestière du même nom depuis Légrillou > Roques > le Traucadou > le Calmil.
- Col du Traucadou (1 144 m) : accès par la route forestière du Calmil depuis Légrillou > Roques > Le Traucadou.

### Hydrographie

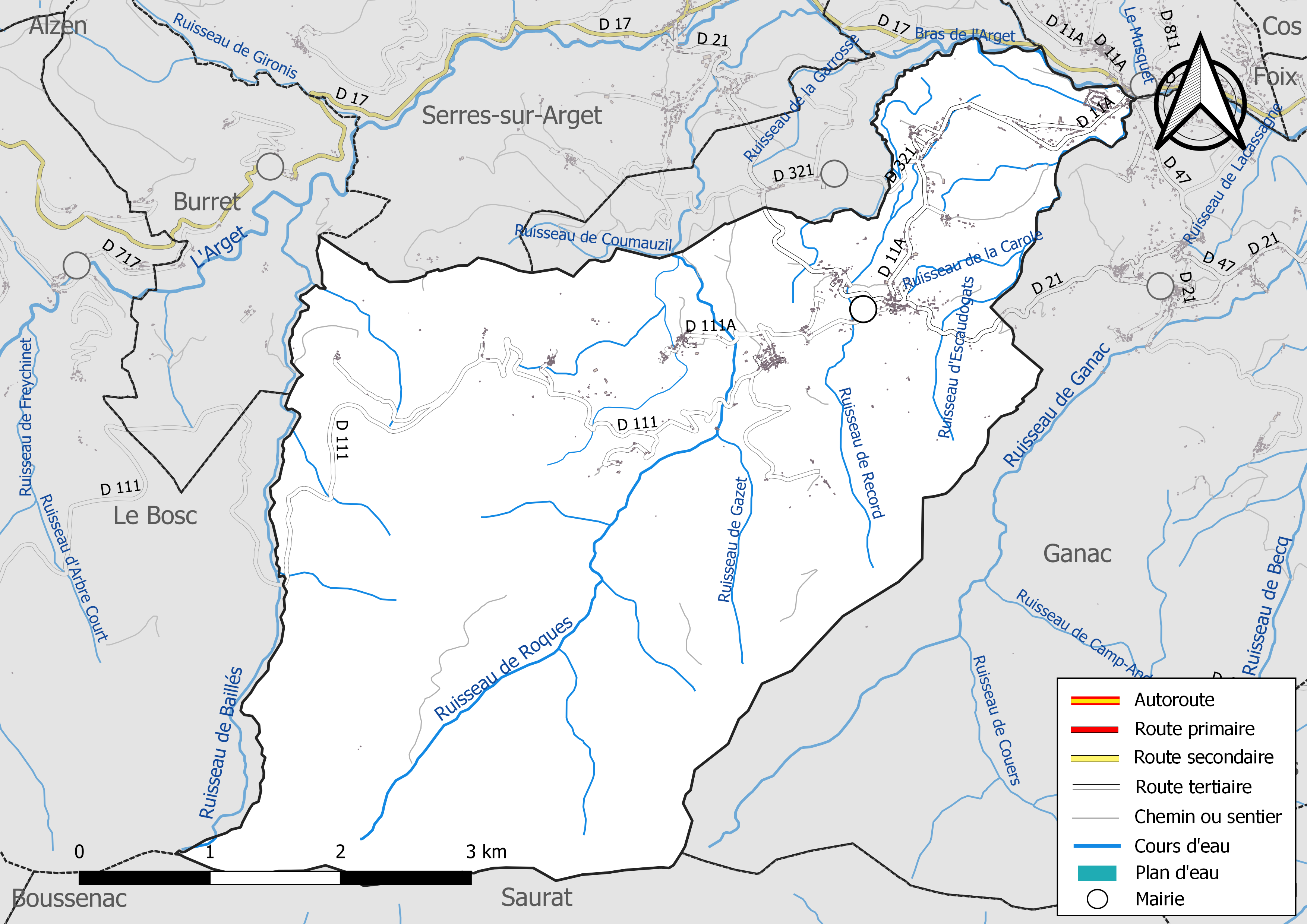
Réseaux hydrographique et routier de Brassac.

La commune est dans le bassin versant de la Garonne, au sein du bassin hydrographique Adour-Garonne. Elle est drainée par l'Arget, le ruisseau de Baillés, le ruisseau de Roques, le ruisseau de Coumauzil, le ruisseau de Gazet, le ruisseau de Goute-Male, le ruisseau de la Carole, le ruisseau de Record, le ruisseau d'Escaudogats, le ruisseau des Estapies et par divers petits cours d'eau, constituant un réseau hydrographique de 34 km de longueur totale,.
L'Arget, d'une longueur totale de 23 km, prend sa source dans la commune du Bosc et s'écoule du sud-ouest vers le nord-est. Il traverse la commune et se jette dans l'Ariège à Foix, après avoir traversé 8 communes.

#### Rivières et ruisseaux
- Ruisseau de Roques (source à la fontaine de Fontanet)
- Ruisseau de Baillès (source à la fontaine de l'Auriol - Le Bosc)
- Ruisseau de Goute-Male (source à la fontaine de Rayché)
- Ruisseau de la Pélade (source à la fontaine de la Pélade [ou de la Tasse])
- Ruisseau de la Coume de l'Uscalde (source à la fontaine de l'Uscalde)
- Ruisseau de Goute-Large, puis ravin du Pénent (source à la fontaine de Goute-Large)
- Ruisseau de Crouzilles (source à la fontaine de Pla-de-Ouers)
- Goute des Teulières (source à la fontaine de Teulière)
- Ruisseau de Goute-Male (source à la fontaine de Rayché)
- Ruisseau de Goute-Grosse, puis des Piches et de Gazet (source à la fontaine de Goute-Grosse)
- Ruisseau de Goute-Escure (source à la fontaine de Goute-Escure)
- Ruisseau de Goute-Bernioulle (source à la fontaine de Rayché)
- Ruisseau du Picou (source à la fontaine du Picou)

#### Sources
- Fontaine du Picou
- Fontaine du Curé
- Fontaine du Calmil
- Fontaine de l'Homme Mort
- Fontaine de Teulière
- Fontaine du Pla de Ouers
- Fontaine des Bouzigats
- Fontaine de Fontanet
- Fontaine de la Pélade (dite « Fount de la Tasse »)
- Fontaine de l'Usclade
- Fontaine du Souleilla de Roques
- Fontaine de Goute-Grosse
- Fontaine de Goute-Large
- Fontaine de Lombarde
- Fontaine de Goute-Escure
- Fontaine de Roques
- Fontaine de Rayché
- Fontaine de Canillotte
- Fontaine de Goute-Bernioulle
- Fontaine du Masclat
- Fontaine de Millas
- Fontaine de Pouchart
- Fontaine de Gazet

### Climat
Pour des articles plus généraux, voir Climat de l'Occitanie et Climat de l'Ariège.
En 2010, le climat de la commune est de type climat des marges montargnardes, selon une étude s'appuyant sur une série de données couvrant la période 1971-2000. En 2020, Météo-France publie une typologie des climats de la France métropolitaine dans laquelle la commune est exposée à un climat de montagne et est dans la région climatique Pyrénées centrales, caractérisée par une pluviométrie annuelle de 1 000 à 1 200 mm.
Pour la période 1971-2000, la température annuelle moyenne est de 11,4 °C, avec une amplitude thermique annuelle de 15,1 °C. Le cumul annuel moyen de précipitations est de 1 096 mm, avec 10,3 jours de précipitations en janvier et 7,7 jours en juillet. Pour la période 1991-2020, la température moyenne annuelle observée sur la station météorologique la plus proche, située sur la commune de Cos à 4 km à vol d'oiseau, est de 12,4 °C et le cumul annuel moyen de précipitations est de 1 004,0 mm,. Pour l'avenir, les paramètres climatiques de la commune estimés pour 2050 selon différents scénarios d'émission de gaz à effet de serre sont consultables sur un site dédié publié par Météo-France en novembre 2022.

### Milieux naturels et biodiversité

#### Espaces protégés
La protection réglementaire est le mode d’intervention le plus fort pour préserver des espaces naturels remarquables et leur biodiversité associée,.
La commune fait partie du parc naturel régional des Pyrénées ariégeoises, créé en 2009 et d'une superficie de 245 973 ha, qui s'étend sur 138 communes du département. Ce territoire unit les plus hauts sommets aux frontières de l’Andorre et de l’Espagne (la Pique d’Estats, le mont Valier, etc) et les plus hautes vallées des avants-monts, jusqu’aux plissements du Plantaurel.

#### Zones naturelles d'intérêt écologique, faunistique et floristique
L’inventaire des zones naturelles d'intérêt écologique, faunistique et floristique (ZNIEFF) a pour objectif de réaliser une couverture des zones les plus intéressantes sur le plan écologique, essentiellement dans la perspective d’améliorer la connaissance du patrimoine naturel national et de fournir aux différents décideurs un outil d’aide à la prise en compte de l’environnement dans l’aménagement du territoire.
Trois ZNIEFF de type 1 sont recensées sur la commune :
- l'« aval de l'Arget et affluents (vallée de la Barguillère) » (71 ha), couvrant 7 communes du département[28] ;
- le « massif de l'Arize, versant sud » (8 013 ha), couvrant 14 communes du département[29],
- le « massif de l'Arize, zone d'altitude » (15 897 ha), couvrant 26 communes du département[30] ;

et une ZNIEFF de type 2, : 
le « massif de l'Arize » (42 110 ha), couvrant 40 communes du département.

Carte des ZNIEFF de type 1 et 2 à Brassac.
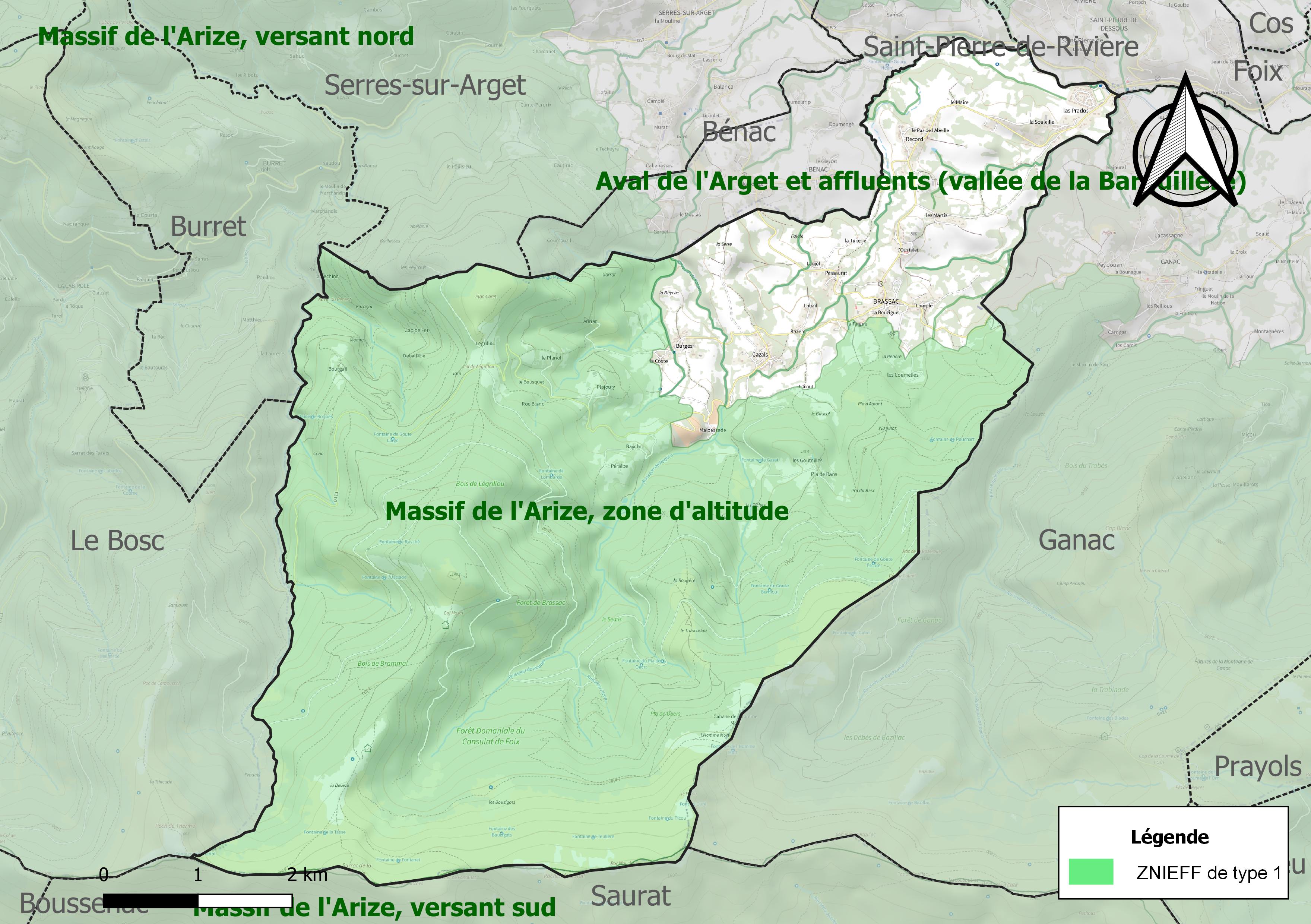
Carte des ZNIEFF de type 1 sur la commune.
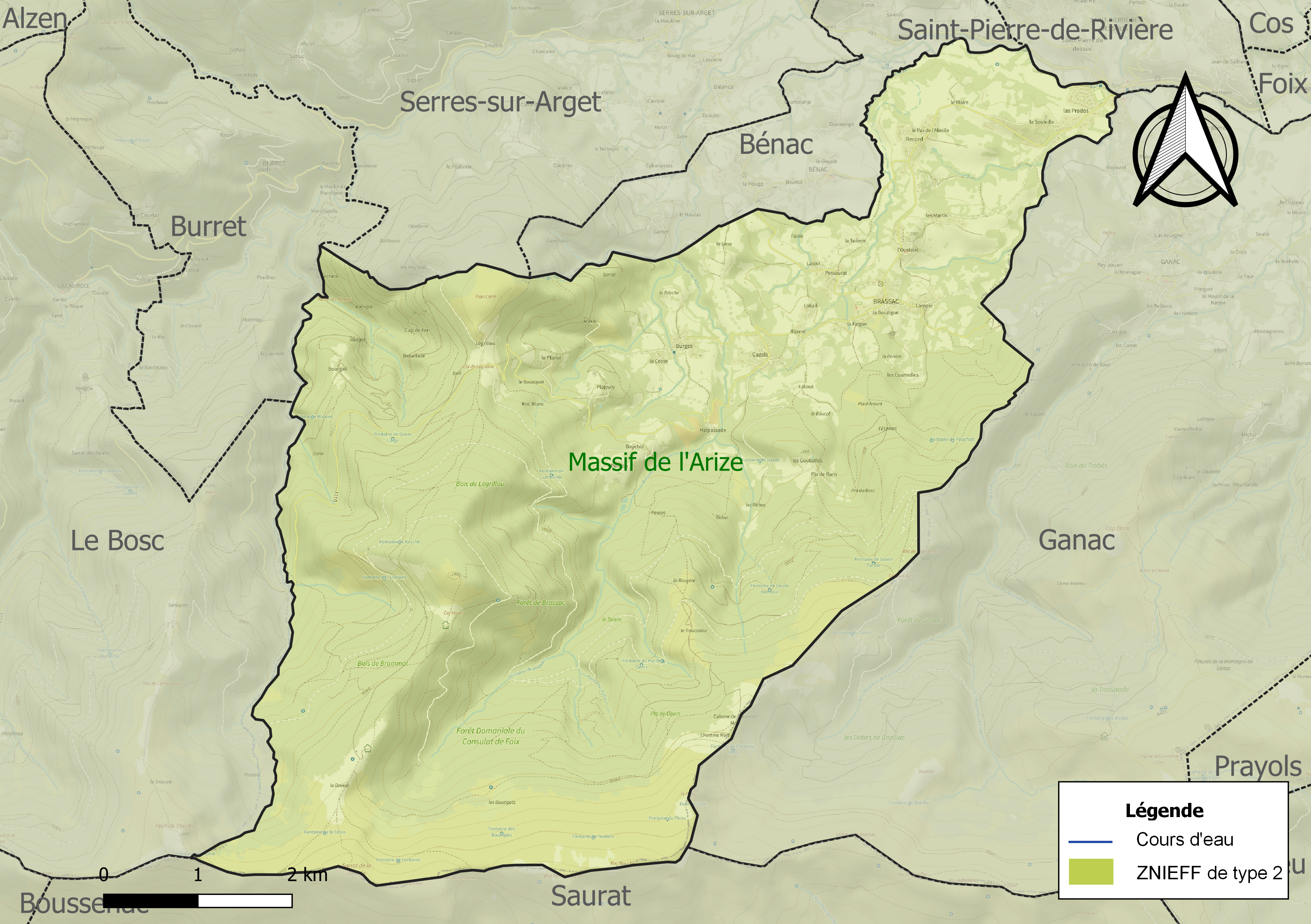
Carte de la ZNIEFF de type 2 sur la commune.

### Végétation
Elle consiste principalement en forêt.

#### Bois et forêts notables
- Bois Royal de Brammal, Roquefort, Barbade et des Picadous
- Bois Royal de la Pujade et Carols
- Bois de Légrillou
- Forêt de Brassac
- Forêt domaniale de l'Ancien Consulat de Foix

#### Réseau routier forestier
- Route forestière du Calmil : col de Légrillou > Roques > [intersection Calmil/Pénitence] > Le Traucadou > Le Calmil > Le Fer à Cheval > Le Prat d'Albis (Ganac)
- Route forestière de Pénitence : Intersection Calmil/Pénitence > Brammal > Quatre-Chemins > Pradals > Le Bosc ..
- Route forestière de Roquefort : Quatre-Chemins > Souleilla de Roques > Ancienne cabane de Roquefort > Terminus de la R.F.
- Route forestière de Micou (ou de la Bazerque) : Intersection Calmil/Micou à Roques > Le Semis > La Rougère > Goute-Escure > La Bazerque > .. > Micou (Ganac).
- Route forestière de la Devèze : Quatre-Chemins > Parking en contebas du Col Mazel > Terminus de le R.F. à la Devèze.

## Urbanisme

### Typologie
Au 1er janvier 2024, Brassac est catégorisée commune rurale à habitat dispersé, selon la nouvelle grille communale de densité à 7 niveaux définie par l'Insee en 2022.
Elle est située hors unité urbaine. Par ailleurs la commune fait partie de l'aire d'attraction de Foix, dont elle est une commune de la couronne,. Cette aire, qui regroupe 38 communes, est catégorisée dans les aires de moins de 50 000 habitants,.

### Occupation des sols

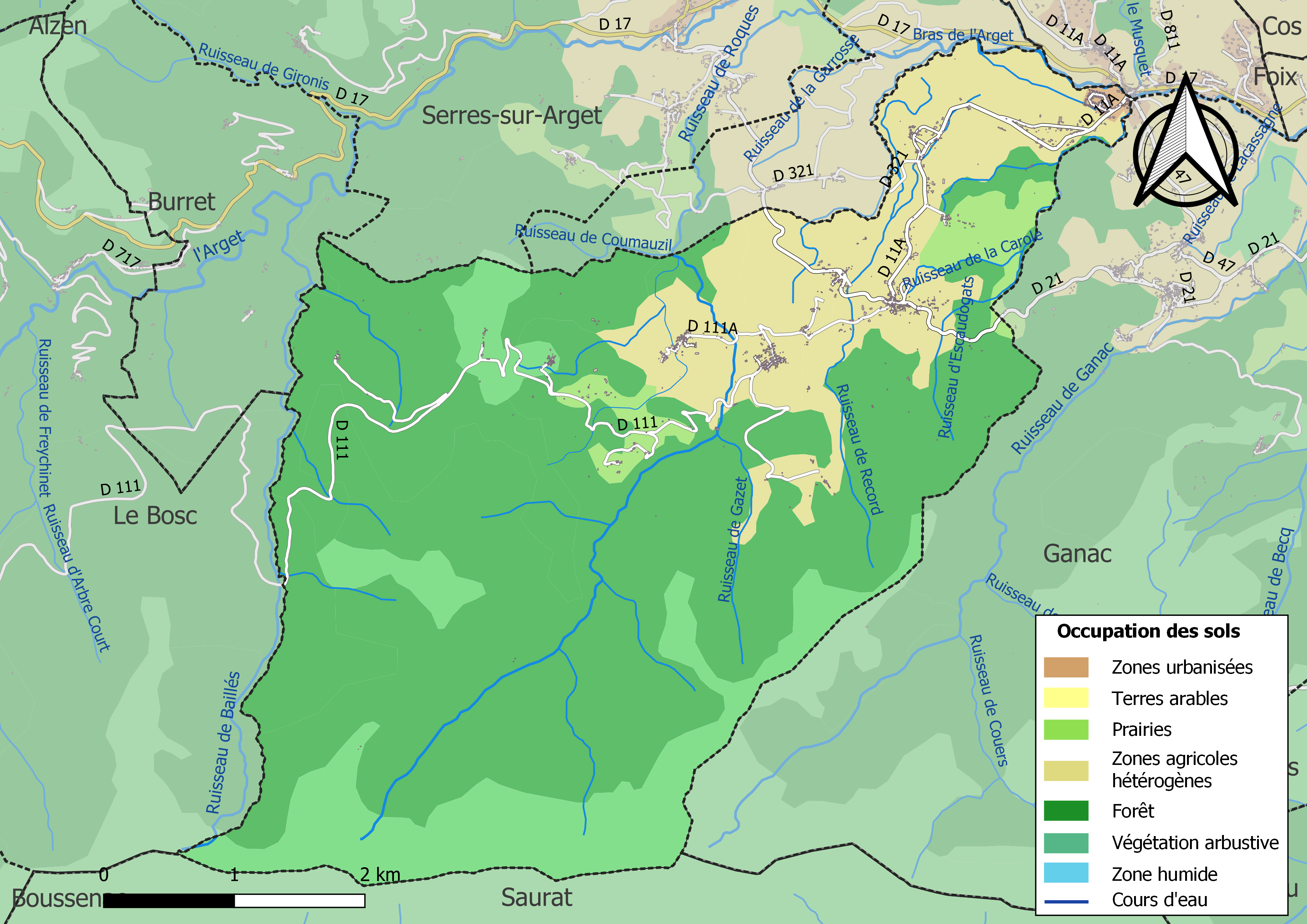
Carte des infrastructures et de l'occupation des sols de la commune en 2018 (CLC).

L'occupation des sols de la commune, telle qu'elle ressort de la base de données européenne d’occupation biophysique des sols Corine Land Cover (CLC), est marquée par l'importance des forêts et milieux semi-naturels (78 % en 2018), une proportion identique à celle de 1990 (78 %). La répartition détaillée en 2018 est la suivante : 
forêts (62,9 %), zones agricoles hétérogènes (18 %), milieux à végétation arbustive et/ou herbacée (15,1 %), prairies (3,1 %), zones urbanisées (1 %). L'évolution de l’occupation des sols de la commune et de ses infrastructures peut être observée sur les différentes représentations cartographiques du territoire : la carte de Cassini (XVIIIe siècle), la carte d'état-major (1820-1866) et les cartes ou photos aériennes de l'IGN pour la période actuelle (1950 à aujourd'hui).

### Hameaux et lieux-dits
Burges, Cazals, Légrillou, la Coste, Arinac, Bourgail, Malpassadou, Plajouly, le Planol, Pla-de-Rans, Lacout, Péralbe, Baychol, Razent, Pessaurat, la Tuilerie, Laujol, Lample, Le Planel, Record, les Martis, l'Oustalet, la Souleille, la Bouzigue, les Coumeilles, la Forge, les Gouteilles, Labail, la Montoulibe, la Plane, la Coume del Plot, le Château, Prat-de-Sans.

#### Anciens hameaux et métairies
Cap de Fer, Bernat de Bas, Garrigot, Mounges, la Peychine, Pla d’Amont, le Massadel, les Tirs, Roc Blanc, Las Paouses, Bidau, Prat del Bosc.

#### Estives
- La Devèze (1 540 m) : accès par la route forestière du Calmil depuis Légrillou > Roques, puis par celle de Pénitence > Quatre-Chemins > Col Mazel > La Devèze.
- L'Homme Mort (1 399 m) : accès par la route forestière du Calmil depuis Légrillou > Roques > Le Traucadou > Le Calmil, puis par une piste, Calmil > Homme-Mort.

#### Anciennes estives
- Lourriot (Pâture royale) : À l'ouest, en contrebas de la Devèze.

#### Refuges de montagne
- Cabane de l'Homme Mort (1 399 m) : estive de l'Homme-Mort, en contrebas du Picou et sur les hauteurs du Calmil et du Traucadou.
- Cabane de la Devèze (1 514 m) : estive de la Devèze, en contrebas du Sarrat de la Pélade et sur les hauteurs du col Mazel. Elle est doublée par une seconde cabane réservée aux bergers et vachers.
- Cabane du Col Mazel (1 354 m) : lieu-dit « col Mazel », accessible par la route forestière de Pénitence depuis celle du Calmil (10 minutes de marche au terminus de la route).
- Cabane de Légrilhou (938 m) : col de Légrillou, quelques mètres avant le col, sur la droite, face au refuge communal.

### Habitat et logement
En 2018, le nombre total de logements dans la commune était de 466, alors qu'il était de 464 en 2013 et de 448 en 2008.
Parmi ces logements, 64,1 % étaient des résidences principales, 30,4 % des résidences secondaires et 5,5 % des logements vacants. Ces logements étaient pour 98,3 % d'entre eux des maisons individuelles et pour 1,7 % des appartements.
Le tableau ci-dessous présente la typologie des logements à Brassac en 2018 en comparaison avec celle de l'Ariège et de la France entière. Une caractéristique marquante du parc de logements est ainsi une proportion de résidences secondaires et logements occasionnels (30,4 %) supérieure à celle du département (24,6 %) et à celle de la France entière (9,7 %). Concernant le statut d'occupation de ces logements, 83,1 % des habitants de la commune sont propriétaires de leur logement (84,2 % en 2013), contre 66,3 % pour l'Ariège et 57,5 % pour la France entière.
| Typologie                                               | Brassac | Ariège | France entière |
| ------------------------------------------------------- | ------- | ------ | -------------- |
| Résidences principales (en %)                           | 64,1    | 65,7   | 82,1           |
| Résidences secondaires et logements occasionnels (en %) | 30,4    | 24,6   | 9,7            |
| Logements vacants (en %)                                | 5,5     | 9,7    | 8,2            |

### Voies de communication et transports
La commune est principalement desservie par la RD 21, la RD 11 et la RD 111 qui se rejoignent au village.

### Risques majeurs
Le territoire de la commune de Brassac est vulnérable à différents aléas naturels : inondations, climatiques (grand froid ou canicule), feux de forêts, mouvements de terrains, avalanche  et séisme (sismicité modérée). Il est également exposé à un risque particulier, le risque radon,.

#### Risques naturels

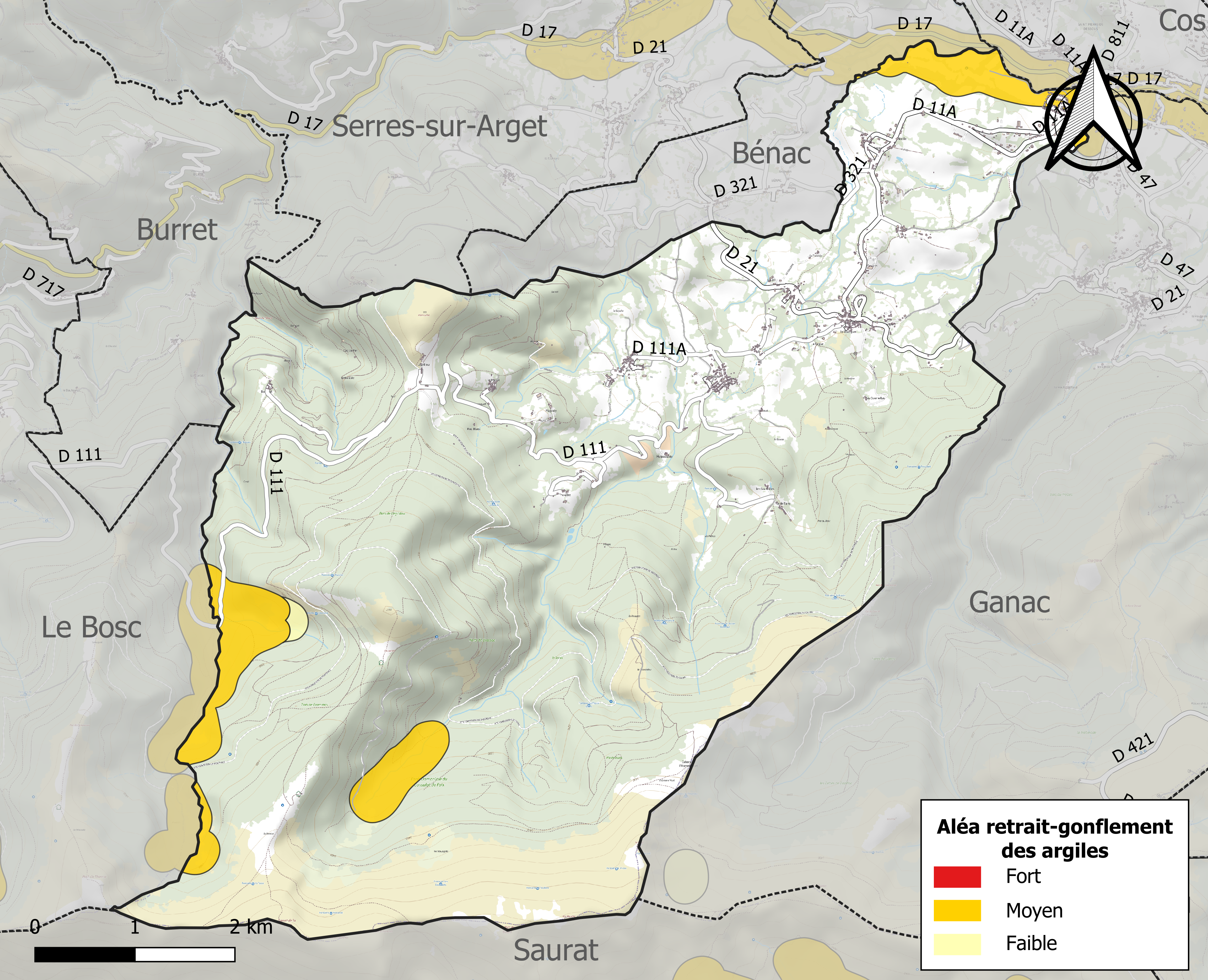
Zonage de l'aléa retrait-gonflement des argiles sur la commune de Brassac.

Certaines parties du territoire communal sont susceptibles d’être affectées par le risque d’inondation par débordement, crue torrentielle d'un cours d'eau, ou ruissellement d'un versant.
Les mouvements de terrains susceptibles de se produire sur la commune sont soit des chutes de blocs, soit des glissements de terrains, soit des mouvements liés au retrait-gonflement des argiles. Près de 50 % de la superficie du département est concernée par l'aléa retrait-gonflement des argiles, dont la commune de Brassac. L'inventaire national des cavités souterraines permet par ailleurs de localiser celles situées sur la commune.

#### Risque particulier
Dans plusieurs parties du territoire national, le radon, accumulé dans certains logements ou autres locaux, peut constituer une source significative d’exposition de la population aux rayonnements ionisants. Toutes les communes du département sont concernées par le risque radon à un niveau plus ou moins élevé. Selon la classification de 2018, la commune de Brassac est classée en zone 3, à savoir zone à potentiel radon significatif.

## Toponymie
Brassac proviendrait de Biracius, patronyme gallo-romain, et du suffixe gallo-romain « -acos » (« domaine de ») ayant été latinisé en « -acum » puis évoluant vers la forme « -ac ». Ainsi, Brassac signifierait « domaine de Biracius ».

## Histoire
En 1864, Brassac comptait 11 clouteries employant 50 personnes.

## Politique et administration

### Découpage territorial
La commune de Brassac est membre de la communauté d'agglomération Pays Foix-Varilhes, un établissement public de coopération intercommunale (EPCI) à fiscalité propre créé le 16 novembre 2016 dont le siège est à Foix. Ce dernier est par ailleurs membre d'autres groupements intercommunaux.
Sur le plan administratif, elle est rattachée à l'arrondissement de Foix, au département de l'Ariège, en tant que circonscription administrative de l'État, et à la région Occitanie.
Sur le plan électoral, elle dépend du canton du Val d'Ariège pour l'élection des conseillers départementaux, depuis le redécoupage cantonal de 2014 entré en vigueur en 2015, et de la première circonscription de l'Ariège  pour les élections législatives, depuis le redécoupage électoral de 1986.

### Liste des maires
| Période                                  | Période  | Identité            | Étiquette      | Qualité                    |
| ---------------------------------------- | -------- | ------------------- | -------------- | -------------------------- |
| 1977                                     | 2001     | Serge Maury         | Sans étiquette | Instructeur-Pilote         |
| 2001                                     | 2008     | Francis Bonnel      | Sans étiquette | Agent d’Assurances         |
| 2008                                     | 2020     | Serge Maury         | Sans étiquette | Retraité de l’Aérospatiale |
| 2020                                     | 2021     | Marie-Thérèse Rougé | Sans étiquette | Retraitée                  |
| 2021                                     | 2022     | Vincent Wolf        | Sans étiquette |                            |
| 2022                                     | En cours | Laurence Degraves   | Sans étiquette |                            |
| Les données manquantes sont à compléter. |          |                     |                |                            |

## Population et société

### Démographie
L'évolution du nombre d'habitants est connue à travers les recensements de la population effectués dans la commune depuis 1793. Pour les communes de moins de 10 000 habitants, une enquête de recensement portant sur toute la population est réalisée tous les cinq ans, les populations de référence des années intermédiaires étant quant à elles estimées par interpolation ou extrapolation. Pour la commune, le premier recensement exhaustif entrant dans le cadre du nouveau dispositif a été réalisé en 2004.

En 2022, la commune comptait 621 habitants, en évolution de −2,82 % par rapport à 2016 (Ariège : +1,48 %, France hors Mayotte : +2,11 %).
| 1793 | 1800  | 1806 | 1821  | 1831  | 1836  | 1841  | 1846  | 1851  |
| ---- | ----- | ---- | ----- | ----- | ----- | ----- | ----- | ----- |
| 926  | 1 071 | 975  | 1 014 | 1 435 | 1 504 | 1 533 | 1 586 | 1 531 |

| 1856  | 1861  | 1866  | 1872  | 1876  | 1881  | 1886  | 1891  | 1896  |
| ----- | ----- | ----- | ----- | ----- | ----- | ----- | ----- | ----- |
| 1 340 | 1 462 | 1 483 | 1 444 | 1 452 | 1 435 | 1 343 | 1 250 | 1 167 |

| 1901  | 1906  | 1911  | 1921 | 1926 | 1931 | 1936 | 1946 | 1954 |
| ----- | ----- | ----- | ---- | ---- | ---- | ---- | ---- | ---- |
| 1 151 | 1 127 | 1 081 | 871  | 807  | 733  | 683  | 696  | 509  |

| 1962 | 1968 | 1975 | 1982 | 1990 | 1999 | 2004 | 2006 | 2009 |
| ---- | ---- | ---- | ---- | ---- | ---- | ---- | ---- | ---- |
| 428  | 408  | 339  | 530  | 555  | 584  | 605  | 599  | 640  |

| 2014 | 2019 | 2022 | - | - | - | - | - | - |
| ---- | ---- | ---- | - | - | - | - | - | - |
| 644  | 620  | 621  | - | - | - | - | - | - |

### Sports
- Stade Louis Rumeau, à la limite de la commune de Saint-Pierre-de-Rivière, il est le lieu d’exercice de l’Association sportive de la Barguillère, club de rugby actif depuis 1973.

### Associations
- Comité des fêtes, Brassactivités, FestiBurges, Brassac théâtre,
- Les Amis du parc naturel régional des Pyrénées-Ariégeoises,
- Association communale de chasse agréée (ACCA).

## Économie

### Revenus
En 2018, la commune compte 283 ménages fiscaux, regroupant 607 personnes. La médiane du revenu disponible par unité de consommation est de 21 500 € (19 820 € dans le département).

### Emploi
| Division       | 2008  | 2013   | 2018   |
| -------------- | ----- | ------ | ------ |
| Commune        | 7,1 % | 10,3 % | 9,4 %  |
| Département    | 8,9 % | 11,1 % | 11,2 % |
| France entière | 8,3 % | 10 %   | 10 %   |

En 2018, la population âgée de 15 à 64 ans s'élève à 363 personnes, parmi lesquelles on compte 76,4 % d'actifs (66,9 % ayant un emploi et 9,4 % de chômeurs) et 23,6 % d'inactifs,. Depuis 2008, le taux de chômage communal (au sens du recensement) des 15-64 ans est inférieur à celui de la France et du département.
La commune fait partie de la couronne de l'aire d'attraction de Foix, du fait qu'au moins 15 % des actifs travaillent dans le pôle,. Elle compte 36 emplois en 2018, contre 56 en 2013 et 51 en 2008. Le nombre d'actifs ayant un emploi résidant dans la commune est de 245, soit un indicateur de concentration d'emploi de 14,7 % et un taux d'activité parmi les 15 ans ou plus de 53,9 %.
Sur ces 245 actifs de 15 ans ou plus ayant un emploi, 23 travaillent dans la commune, soit 10 % des habitants. Pour se rendre au travail, 90,5 % des habitants utilisent un véhicule personnel ou de fonction à quatre roues, 1,6 % les transports en commun, 4,1 % s'y rendent en deux-roues, à vélo ou à pied et 3,7 % n'ont pas besoin de transport (travail au domicile).

### Activités hors agriculture
41 établissements sont implantés  à Brassac au 31 décembre 2019. Le tableau ci-dessous en détaille le nombre par secteur d'activité et compare les ratios avec ceux du département,.
| Secteur d'activité                                                                                        | Commune | Commune | Département |
| Secteur d'activité                                                                                        | Nombre  | %       | %           |
| --- | ------- | ------- | ----------- |
| Ensemble                                                                                                  | 41      |         |             |
| Industrie manufacturière, industries extractives et autres                                                | 7       | 17,1 %  | (12,9 %)    |
| Construction                                                                                              | 7       | 17,1 %  | (14,2 %)    |
| Commerce de gros et de détail, transports, hébergement et restauration                                    | 10      | 24,4 %  | (27,5 %)    |
| Activités spécialisées, scientifiques et techniques et activités de services administratifs et de soutien | 6       | 14,6 %  | (13,2 %)    |
| Administration publique, enseignement, santé humaine et action sociale                                    | 9       | 22 %    | (14,4 %)    |
| Autres activités de services                                                                              | 2       | 4,9 %   | (8,8 %)     |

Le secteur du commerce de gros et de détail, des transports, de l'hébergement et de la restauration est prépondérant sur la commune puisqu'il représente 24,4 % du nombre total d'établissements de la commune (10 sur les 41 entreprises implantées  à Brassac), contre 27,5 % au niveau départemental.

### Agriculture
La commune fait partie de la petite région agricole dénommée « Région sous-pyrénéenne ». En 2010, l'orientation technico-économique de l'agriculture  sur la commune est la polyculture et le polyélevage.
|                                   | 1988 | 2000 | 2010 |
| --------------------------------- | ---- | ---- | ---- |
| Exploitations                     | 20   | 14   | 13   |
| Superficie agricole utilisée (ha) | 375  | 290  | 387  |

Le nombre d'exploitations agricoles en activité et ayant leur siège dans la commune est passé de 20 lors du recensement agricole de 1988 à 14 en 2000 puis à 13 en 2010, soit une baisse de 35 % en 22 ans. Le même mouvement est observé à l'échelle du département qui a perdu pendant cette période 48 % de ses exploitations. La surface agricole utilisée sur la commune a quant à elle augmenté, passant de 375 ha en 1988 à 387 ha en 2010. Parallèlement la surface agricole utilisée moyenne par exploitation a augmenté, passant de 19 à 30 ha.

## Culture locale et patrimoine

### Lieux et monuments
- Château de Brassac, il fut la propriété de la famille de Pointis, avant d’être racheté par la municipalité. Rénové à la fin des années 2010, il permet l'organisation de réceptions et l'accueil touristique, couplé à 9 châlets édifiés dans le parc[52].
- Église Saint-Étienne de Brassac, elle est surmontée d'une clocher mur percé de trois baies qui portent trois cloches, dont la plus ancienne date de 1812. Elles ont la particularité de sonner en volée tournante manuelle. L'église jouxte le cimetière communal et son monument aux morts.
- Hôtel de ville de Brassac, construit à la fin des années 2000 en remplacement du précédent, il abrite également les ateliers municipaux.
- Groupe scolaire de Brassac, sur le site de l’ancien Hôtel de ville, il a conservé l’architecture des bâtiments de l’administration d’époque.
- Château de Burges, une des plus anciennes bâtisses du hameau, il fut construit afin de servir de résidence de villégiature à la famille de Bélissen-Bénac.

## Pour approfondir